# Kabinett English

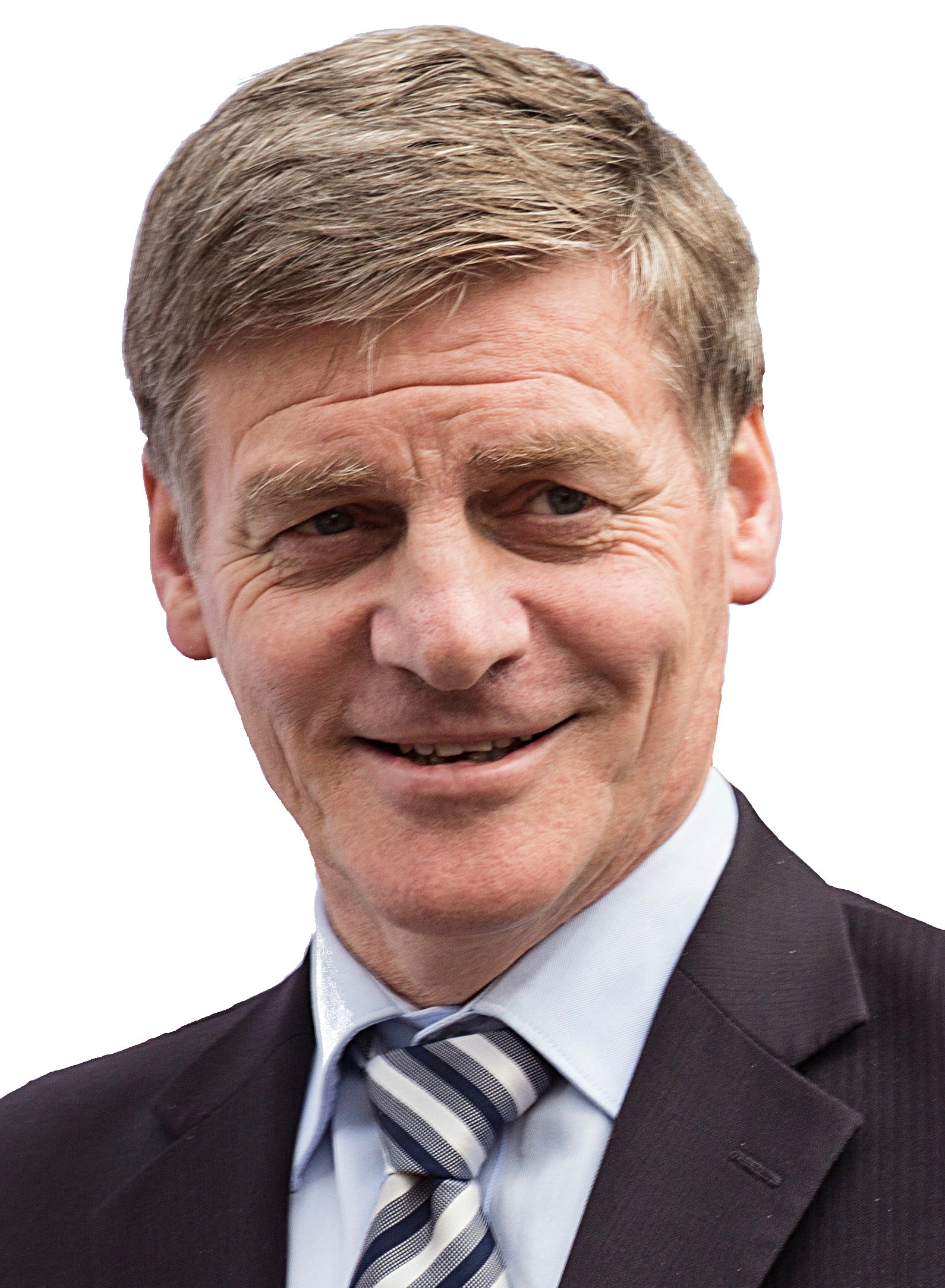
Bill English war von 2016 bis 2017 Premierminister Neuseelands.

Das Kabinett English war die Regierung von Neuseeland vom 20. Dezember 2016 bis zum 26. Oktober 2017 unter Premierminister Bill English von New Zealand National Party (NP). Es löste das Kabinett Key III ab. 

## Geschichte
Am 5. Dezember 2016 gab der bisherige Premierminister John Key seinen Rücktritt mit Wirkung zum 12. Dezember bekannt, wenn Bill English als Premierminister vereidigt wird. Am 18. Dezember wurde ein neues Kabinett ernannt, wobei die offizielle Ernennung am 20. Dezember erfolgte, und dem auch der bereits seit dem 12. Dezember amtierende Steven Joyce als Finanzminister angehört. Dem Kabinett gehörten überwiegend Mitglieder der National Party an, wurde aber von der Māori Party und United Future New Zealand unterstützt. Am 2. Mai 2017 fand die einzige Umbildung des Kabinetts statt, bei der unter anderem Gerry Brownlee zum Außenminister und Mark Mitchell zum Verteidigungsminister ernannt wurden.
Bei den Parlamentswahlen am 23. September 2017 erhielt die National Party 44,4 Prozent der Stimmen (56 von 120 Sitzen), die New Zealand Labour Party 36,9 Prozent (46), die New Zealand First 7,2 Prozent (9) und die Green Party 6,3 Prozent (8 Sitze). Die Wahlbeteiligung lag bei 79,8 Prozent. Die designierte Premierministerin Jacinda Ardern gab am 25. Oktober 2017 ihr aus Labour Party, New Zealand First und Green Party bestehendes Kabinett mit ihr selbst als Ministerin für nationale Sicherheit, Winston Peters als Außenminister, Ron Mark als Verteidigungsminister, Tracey Martin als Innenministerin und Grant Robertson als Finanzminister bekannt. Das Kabinett wurde am darauf folgenden 26. Oktober 2017 vereidigt.

## Kabinettsmitglieder
| Kabinettsminister |                               |        |                               |                              |
| Amt | Amtsinhaber                   | Partei | Beginn der Amtszeit           | Ende der Amtszeit            |
| Premierminister | Bill English                  | NP     | 12. Dezember 2016             | 25. Oktober 2017             |
| Stellvertretende Premierministerin Ministerin für Klimafragen Ministerin für Staatsdienste Tourismusministerin Polizeiministerin Frauenministerin                  | Paula Bennett                 | NP     | 12. Dezember 2016             | 25. Oktober 2017             |
| Finanzminister Minister für Infrastruktur | Steven Joyce                  | NP     | 12. Dezember 2016             | 25. Oktober 2017             |
| Minister zur Unterstützung der Greater Christchurch Regeneration                                                                                                   | Gerry Brownlee Nicky Wagner   | NP     | 12. Dezember 2016 2. Mai 2017 | 2. Mai 2017 25. Oktober 2017 |
| Verteidigungsminister | Gerry Brownlee Mark Mitchell  | NP     | 12. Dezember 2016 2. Mai 2017 | 2. Mai 2017 25. Oktober 2017 |
| Minister für Zivilschutz | Gerry Brownlee Nathan Guy     | NP     | 12. Dezember 2016 2. Mai 2017 | 2. Mai 2017 25. Oktober 2017 |
| Minister für wirtschaftliche Entwicklung Verkehrsminister Kommunikationsminister                                                                                   | Simon Bridges                 | NP     | 12. Dezember 2016             | 25. Oktober 2017             |
| Justizministerin Ministerin für Gerichte Ministerin für sozialen Wohnungsbau                                                                                       | Amy Adams                     | NP     | 12. Dezember 2016             | 25. Oktober 2017             |
| Gesundheitsminister Minister für Sport und Freizeit | Jonathan Coleman              | NP     | 12. Dezember 2016             | 25. Oktober 2017             |
| Generalstaatsanwalt Minister für Verhandlungen über den Vertrag von Waitangi                                                                                       | Christopher Finlayson         | NP     | 12. Dezember 2016             | 25. Oktober 2017             |
| Minister für die Staatliche Versicherungsgesellschaft ACC (Accident Compensation Corporation) Einwanderungsminister Minister für Arbeitsbeziehungen und Sicherheit | Michael Woodhouse             | NP     | 12. Dezember 2016             | 25. Oktober 2017             |
| Ministerin für soziale Entwicklung Kinderministerin Ministerin für Kommunalverwaltung                                                                              | Anne Tolley                   | NP     | 12. Dezember 2016             | 25. Oktober 2017             |
| Bildungsministerin | Hekia Parata Nikki Kaye       | NP     | 12. Dezember 2016 2. Mai 2017 | 2. Mai 2017 25. Oktober 2017 |
| Jugendministerin | Nikki Kaye                    | NP     | 12. Dezember 2016             | 25. Oktober 2017             |
| Minister für Primärindustrie | Nathan Guy                    | NP     | 12. Dezember 2016             | 25. Oktober 2017             |
| Minister für Rennsport | Nathan Guy                    | NP     | 12. Dezember 2016             | 2. Mai 2017                  |
| Außenminister | Murray McCully Gerry Brownlee | NP     | 12. Dezember 2016 2. Mai 2017 | 2. Mai 2017 25. Oktober 2017 |
| Finanzministerin Ministerin für Energie und Ressourcen Ministerin für ethnische Gemeinschaften                                                                     | Judith Collins                | NP     | 12. Dezember 2016             | 25. Oktober 2017             |
| Handelsminister Minister für staatseigene Unternehmen | Todd McClay                   | NP     | 12. Dezember 2016             | 25. Oktober 2017             |
| Ministerin für Kunst, Kultur und Kulturerbe Naturschutzministerin Ministerin für Senioren                                                                          | Maggie Barry                  | NP     | 12. Dezember 2016             | 25. Oktober 2017             |
| Minister für Regulierungsreform Minister für Wissenschaft und Innovation                                                                                           | Paul Goldsmith                | NP     | 12. Dezember 2016             | 25. Oktober 2017             |
| Justizvollzugsministerin | Louise Upston                 | NP     | 12. Dezember 2016             | 25. Oktober 2017             |
| Minister für pazifische Inselangelegenheiten Minister für Gemeinschaft und Freiwilligensektor Minister für pazifische Inselangelegenheiten                         | Alfred Ngaro                  | NP     | 12. Dezember 2016             | 25. Oktober 2017             |
| Ministerin für Handel und Verbraucherangelegenheiten | Jacqui Dean                   | NP     | 12. Dezember 2016             | 25. Oktober 2017             |
| Minister außerhalb des Kabinetts |                               |        |                               |                              |
| Minister für Rennsport | David Bennett                 | NP     | 2. Mai 2017                   | 26. Oktober 2017             |
| Zollminister | Nicky Wagner Tim Macindoe     | NP     | 12. Dezember 2016 2. Mai 2017 | 2. Mai 2017 25. Oktober 2017 |
| Minister für Landinformation | Mark Mitchell                 | NP     | 20. Dezember 2016             | 26. Oktober 2017             |
| Statistikminister | Mark Mitchell Scott Simpson   | NP     | 20. Dezember 2016 2. Mai 2017 | 2. Mai 2017 25. Oktober 2017 |
| Ministerin für Kleinunternehmen | Jacqui Dean                   | NP     | 20. Dezember 2016             | 26. Oktober 2017             |
| Minister für Veteranenangelegenheiten Minister für Lebensmittelsicherheit                                                                                          | David Bennett                 | NP     | 20. Dezember 2016             | 26. Oktober 2017             |
| Unterstützende Minister |                               |        |                               |                              |
| Innenminister | Peter Dunne                   | UF     | 12. Dezember 2016             | 25. Oktober 2017             |
| Minister für Maori-Angelegenheiten Minister für Whānau Ora | Te Ururoa Flavell             | MP     | 20. Dezember 2016             | 26. Oktober 2017             |